# 国際ガラス年
国際ガラス年2022（こくさいガラスねん、英:  International Year of Glass2022. 略称IYOG2022）は、ガラスが過去、現在、未来において重要な役割を果していることを祝うために、国際連合により宣言された国際年である。2021年5月21日に国連総会において採択された。

## 行事
日本を含む世界各地で、国際ガラス年を祝う行事が実施される予定である。
日本オンラインオープニングセレモニー・講演会	1月28日（日本）

国際開会式	2月10日～11日（スイス）

合衆国国家ガラスデー	4月5日～7日（米国）

国際高度技術産業会議	4月11日～15日（中国）

国際ガラス会議	7月3日～8日（ドイツ）

ベネチアガラス週間	9月4日～12日（イタリア）

国際閉会式	12月8日～9日（日本）